# Tasmanonyx
Tasmanonyx is een geslacht van hooiwagens uit de familie Triaenonychidae.
De wetenschappelijke naam Tasmanonyx is voor het eerst geldig gepubliceerd door Hickman in 1958. 

## Soorten
Tasmanonyx is monotypisch en omvat slechts de volgende soort:
- Tasmanonyx montanus